# ۴-کلروبنزوئیک اسید
۴-کلروبنزوئیک اسید یک ترکیب آلی با فرمول مولکولی ClC6H4CO2H است. این ماده به صورت جامد سفید رنگ است و در بعضی از حلال‌های آلی و پایه آبی محلول است. ۴-کلروبنزوئیک اسید از اکسایش ۴-کلروتولوئن تهیه می‌شود.